# Vlag van Edam

vlag van de gemeente Edam (voor 1974)

De vlag van Edam is nooit vastgesteld als de gemeentelijke vlag van de Noord-Hollandse gemeente Edam. De vlag kan als volgt worden beschreven:
Twee banen van gelijke hoogte van rood en groen.
De kleuren van de vlag zijn afgeleid van het gemeentewapen.
Het gemeentelijk dundoek bleef tot 1 januari 1974 in gebruik, op die dag is de gemeente samengegaan met de gemeente Volendam tot een nieuwe gemeente Edam, die in 1975 is hernoemd naar Edam-Volendam.
Historisch had de gemeente een andere vlag, die in 1962 in onbruik was geraakt. Deze vlag laat zich als volgt beschrijven:
Rood, met een zwarte staande stier, vergezeld van een gele zespuntige ster.
Deze vlag werd omstreeks 1667 door de stad gevoerd.

## Verwante afbeeldingen

Wapen van Edam
Historische vlag (1667)
Historische vlag (1669-1670)

Akersloot
· Andijk
· Anna Paulowna 
· Assendelft 
· Beemster 
· Bennebroek 
· Blokker 
· Broek in Waterland 
· Bussum 
· Callantsoog 
· Edam 
· Egmond 
· Egmond aan Zee 
· Egmond-Binnen 
· Graft-De Rijp 
· 's-Graveland 
· Haarlemmerliede en Spaarnwoude 
· Harenkarspel 
· Heerhugowaard 
· Hensbroek 
· Hoogwoud 
· Ilpendam 
· Jisp 
· Krommenie 
· Langedijk 
· Limmen 
· Marken 
· Midwoud 
· Monnickendam 
· Muiden 
· Naarden 
· Nederhorst den Berg 
· Nibbixwoud 
· Niedorp 
· Noorder-Koggenland 
· Obdam 
· Opperdoes 
· Schermer 
· Schermerhorn 
· Schoorl 
· Sint Maarten 
· Terschelling 
· Terschelling en Vlieland 
· Twisk 
· Venhuizen 
· Vlieland 
· Warmenhuizen
· Weesp
· Wervershoof 
· Wester-Koggenland 
· Westwoud 
· Westzaan 
· Wieringen 
· Wieringermeer 
· Wijdewormer 
· Wognum 
· Wormer 
· Wormerveer 
· Zaandam 
· Zaandijk 
· Zeevang 
· Zijpe